# Independent Spirit Awards 2004
La cerimonia di premiazione della 19ª edizione degli Independent Spirit Awards si è svolta il 28 febbraio 2004 sulla spiaggia di Santa Monica, California ed è stata presentata da John Waters. Tom Cruise è stato il presidente onorario.

## Vincitori e candidati
I vincitori sono indicati in grassetto, a seguire gli altri candidati.

### Miglior film
- Lost in Translation - L'amore tradotto (Lost in Translation), regia di Sofia Coppola
- American Splendor, regia di Shari Springer Berman e Robert Pulcini
- In America - Il sogno che non c'era (In America), regia di Jim Sheridan
- Long Way Home (Raising Victor Vargas), regia di Peter Sollett
- L'inventore di favole (Shattered Glass), regia di Billy Ray

### Miglior attore protagonista
- Bill Murray - Lost in Translation - L'amore tradotto (Lost in Translation)
- Paul Giamatti - American Splendor
- Ben Kingsley - La casa di sabbia e nebbia (House of Sand and Fog)
- Lee Pace - Soldier's Girl
- Peter Dinklage - Station Agent (The Station Agent)

### Miglior attrice protagonista
- Charlize Theron - Monster
- Zooey Deschanel - All the Real Girls
- Agnes Bruckner - Blue Car
- Samantha Morton - In America - Il sogno che non c'era (In America)
- Elisabeth Moss - Virgin

### Miglior regista
- Sofia Coppola - Lost in Translation - L'amore tradotto (Lost in Translation)
- Shari Springer Berman e Robert Pulcini - American Splendor
- Gus Van Sant - Elephant
- Jim Sheridan - In America - Il sogno che non c'era (In America)
- Peter Sollett - Raising Victor Vargas

### Miglior fotografia
- Declan Quinn - In America - Il sogno che non c'era (In America)
- Harris Savides - Elephant
- M. David Mullen - Northfork
- Mandy Walker - L'inventore di favole (Shattered Glass)
- Derek Cianfrance - Streets of Legend

### Miglior sceneggiatura
- Sofia Coppola - Lost in Translation - L'amore tradotto (Lost in Translation)
- Shari Springer Berman e Robert Pulcini - American Splendor
- Christopher Guest ed Eugene Levy (e il resto del cast del film) - A Mighty Wind - Amici per la musica (A Mighty Wind)
- Peter Hedges - Schegge di April (Pieces of April)
- Billy Ray - L'inventore di favole (Shattered Glass)

### Miglior attore non protagonista
- Djimon Hounsou - In America - Il sogno che non c'era (In America)
- Judah Friedlander - American Splendor
- Alessandro Nivola - Laurel Canyon
- Peter Sarsgaard - L'inventore di favole (Shattered Glass)
- Troy Garity - Soldier's Girl

### Miglior attrice non protagonista
- Shohreh Aghdashloo - La casa di sabbia e nebbia (House of Sand and Fog)
- Sarah Bolger - In America - Il sogno che non c'era (In America)
- Frances McDormand - Laurel Canyon
- Patricia Clarkson - Schegge di April (Pieces of April)
- Hope Davis - The Secret Lives of Dentists

### Miglior film d'esordio
- Monster, regia di Patty Jenkins
- Bomb the System, regia di Adam Bhala Lough
- La casa di sabbia e nebbia (House of Sand and Fog), regia di Vadim Perelman
- Streets of Legend, regia di Joey Curtis
- Thirteen - 13 anni (Thirteen), regia di Catherine Hardwicke

### Miglior sceneggiatura d'esordio
- Thomas McCarthy - Station Agent (The Station Agent)
- Karen Moncrieff - Blue Car
- Patty Jenkins - Monster
- Peter Sollett e Eva Vives - Long Way Home (Raising Victor Vargas)
- Catherine Hardwicke e Nikki Reed - Thirteen - 13 anni (Thirteen)

### Miglior documentario
- The Fog of War - La guerra secondo Robert McNamara (The Fog of War: Eleven Lessons from the Life of Robert S. McNamara), regia di Errol Morris
- Mayor of the Sunset Strip, regia di George Hickenlooper
- My Architect, regia di Nathaniel Kahn
- OT: Our Town, regia di Scott Hamilton Kennedy
- Power Trip, regia di Paul Devlin

### Miglior performance di debutto
- Nikki Reed - Thirteen - 13 anni (Thirteen)
- Janice Richardson - Anne B. Real
- Anna Kendrick - Diventeranno famosi (Camp)
- Judy Marte - Long Way Home (Raising Victor Vargas)
- Victor Rasuk - Long Way Home (Raising Victor Vargas)

### Miglior film straniero
- La ragazza delle balene (Whale Rider), regia di Niki Caro
- City of God (Cidade de Deus), regia di Fernando Meirelles
- Lilja 4-ever (Lilja 4-ever), regia di Lukas Moodysson
- Magdalene (The Magdalene Sisters), regia di Peter Mullan
- Appuntamento a Belleville (Les Triplettes de Belleville), regia di Sylvain Chomet

### Special Distinction Award
- 21 grammi (21 Grams), regia di Alejandro González Iñárritu

### Premio John Cassavetes
- Station Agent (The Station Agent), regia di Thomas McCarthy
- Anne B. Real, regia di Lisa France
- Better Luck Tomorrow, regia di Justin Lin
- Schegge di April (Pieces of April), regia di Peter Hedges
- Virgin, regia di Deborah Kampmeier

### Truer Than Fiction Award
- Megan Mylan e Jon Shenk - Lost Boys of Sudan
- Linda Goode Bryant e Laura Poitras - Flag Wars
- Nathaniel Kahn - My Architect
- Robb Moss - The Same River Twice

### Producers Award
- Mary Jane Skalski - The Jimmy Show e Station Agent (The Station Agent)
- Lauren Moews - Cabin Fever e Briar Patch
- Callum Greene e Anthony Katagas - Happy Here and Now e Homework

### Someone to Watch Award
- Andrew Bujalski - Funny Ha Ha
- Ryan Eslinger - Madness and Genius
- Ben Coccio - Zero Day